# アレックス・グラネル
アレックス・グラネル（カタルーニャ語: Àlex Granell、1988年8月2日 - ）はスペインのサッカー選手。ポジションはMF。クラブ・ボリバル所属。

## 経歴
ウロットに生まれ、2013-14シーズンまでセグンダ・ディビシオンBやテルセーラ・ディビシオンに所属するクラブでプレーしていた。
2014年6月30日、セグンダ・ディビシオンに所属するジローナFCと2年契約を結んだ。2016-17シーズンはジローナのラ・リーガ昇格に貢献し、2017年8月19日には自身初のラ・リーガでの戦いとなるアトレティコ・マドリード戦では2-2の引き分けに持ち込んだ。
2020年10月6日、ジローナと同じシティ・フットボール・グループのパートナークラブにあたるボリビア1部のクラブ・ボリバルへ移籍。
2022年夏、シティ・フットボール・グループ傘下のロンメルSKに移籍した。